# حارة عثمان بن عفان (ذمار)
حارة عثمان بن عفان هي إحدى حارات مدينة ذمار التابعة لمحافظة ذمار، بلغ تعداد سكانها 2,640 نسمة حسب تعداد اليمن لعام 2004.